# 大学連携研究設備ネットワーク
大学連携研究設備ネットワーク（だいがくれんけいけんきゅうせつびねっとわーく）は、各大学が所有する研究設備の相互利用を推進するため、大学共同利用機関法人自然科学研究機構が全国の大学と連携・推進しているプロジェクトである。

## 概要
各大学の研究設備を相互利用することで、研究設備の有効活用を行うだけでなく、近隣大学の研究者や大学院生との交流や情報交換が生じることで研究の活性化を図るプロジェクトである。
オンラインで各大学にある登録設備の詳細な仕様、利用料金の確認および利用状況確認や予約を行うことも可能となっている。

## ネットワーク事務局
プロジェクト推進のため、各地の研究所内に全国事務局および地域事務局が置かれている。
- 全国事務局
  - 自然科学研究機構分子科学研究所
- 北海道地域事務局
  - 北海道大学触媒科学研究所
- 東北地域事務局
  - 東北大学多元物質科学研究所
- 北関東地域事務局
  - 筑波大学数理物質科学研究科
- 東関東地域事務局
  - 千葉大学分析センター
- 西関東・甲斐事務局
  - 東京工業大学化学生命科学研究所
- 中部地域事務局
  - 名古屋大学大学院理学研究科
- 北陸地域事務局
  - 金沢大学理工研究域
- 東近畿地域事務局
  - 京都大学化学研究所
- 西近畿地域事務局
  - 大阪大学産業科学研究所
- 中国地域事務局
  - 広島大学工学研究院
- 四国地域事務局
  - 愛媛大学総合科学研究支援センター
- 九州地域事務局
  - 九州大学先導物質化学研究所